# Екатериновка (Свердловская область)
Екатериновка — деревня в Красноуфимском округе Свердловской области. Управляется Крыловским сельским советом.

## География
Екатериновка расположена на левом берегу реки Бисерти, в 14 километрах на востоко-северо-восток от административного центра округа и района — города Красноуфимска.

### Часовой пояс
Екатериновка как и вся Свердловская область, находится в часовой зоне МСК+2. Смещение применяемого времени относительно UTC составляет +5:00.

## Население
| 2002 | 2010 | 2021 |
| ---- | ---- | ---- |
| 4    | ↘2   | ↘1   |

## Инфраструктура
В Екатериновке две улицы: Ленина и Центральная.